# Тубиола, Николь
Николь Тубиола (англ. Nicole Tubiola; род. 7 августа 1979, Буллхед-Сити) — американская актриса.

## Биография
Николь Тубиола родилась 7 августа 1979 года в Буллхед-Сити, штат Аризона, США. В 1997 году окончила школу Мохаве.
Дебютировала на телевидении в 1998 году. Получила известность благодаря роли в сериале «Дикий огонь», в котором снималась с 2005 по 2008 год.
Николь является основателем компании детского питания «Simple Baby Foods».

## Личная жизнь
10 августа 2003 года Николь вышла замуж за новозеландского актёра Кирена Хатчисона. 5 сентября 2007 года у пары родился сын Куинн.

## Фильмография
| Год       |     | Русское название   | Оригинальное название | Роль             |
| --------- | --- | ------------------ | --------------------- | ---------------- |
| 1998      | с   | Повисшее время     | Hang Time             | Тамара           |
| 1999      | с   | ФАКультет          | Undressed             | Джен             |
| 2000      | с   | Шоу Аманды         | The Amanda Show       | чирлидер         |
| 2000      | с   | Зверски нормальный | Brutally Normal       | подруга №1       |
| 2001      | с   | Шоу Стива Харви    | The Steve Harvey Show | Клариса          |
| 2002      | с   | Восточный парк     | The District          | Джанелль де Сика |
| 2002      | тф  | Саблезубый         | Sabretooth            | Лола Родригес    |
| 2003      | с   | Бостонская школа   | Boston Public         | Рози Санчес      |
| 2004      | ф   | Вымышленные герои  | Imaginary Heroes      | Табита           |
| 2005—2008 | с   | Дикий огонь        | Wildfire              | Даниелла Дэвис   |
| 2009      | ф   | Зажги этим летом!  | Fired Up!             | Марси            |
| 2009      | ф   | Пробуждение        | Wake                  | кузина           |
| 2009      | тф  | Фальшивая свадьба  | My Fake Fiance        | Кортни           |
| 2010      | кор | Просыпайся         | Wake Up               | Лесли            |
| 2012      | с   | Шортланд-стрит     | Shortland Street      | Роза Мур         |
| 2014      | ф   | Эхо парк           | Echo Park             | Марта            |